# Magnières
Magnières – miejscowość i gmina we Francji, w regionie Grand Est, w departamencie Meurthe i Mozela.
Według danych na rok 1990 gminę zamieszkiwały 333 osoby, a gęstość zaludnienia wynosiła 29 osób/km² (wśród 2335 gmin Lotaryngii Magnières plasuje się na 721. miejscu pod względem liczby ludności, natomiast pod względem powierzchni na miejscu 503.).

## Populacja

Populacja Magnières w latach 1962–2008